# هيرفوي سونارا
هيرفوي سونارا (بالكرواتية: Hrvoje Sunara)‏ هو لاعب كرة قدم كرواتي في مركز حراسة المرمى، ولد في 4 أغسطس 1979 في سبليت في كرواتيا. شارك مع منتخب كرواتيا تحت 20 سنة لكرة القدم ومنتخب كرواتيا تحت 21 سنة لكرة القدم. أما مع النوادي، فقد لعب مع نادي رادنيتشكي سبليت ونادي هبوعيل بئر السبع وهايدوك سبليت.

## وصلات خارجية
- هيرفوي سونارا على موقع اتحاد كرواتيا (الكرواتية)
- هيرفوي سونارا على موقع قاعدة بيانات كرة القدم.إي يو (الإنجليزية)
- هيرفوي سونارا على موقع Soccerway.com (الإنجليزية)
- هيرفوي سونارا على موقع عالم كرة القدم.نت (الإنجليزية)